# Neutrik
Neutrik AG es una empresa con sede en Schaan, Liechtenstein, que desarrolla y fabrica conectores para tecnología de eventos, medios de comunicación e industria . En abril de 2020, Chad Trevithick ha ejercido como consejero delegado de la compañía. La facturación de la empresa no se conoce públicamente.

## Historia
En los Juegos Olímpicos de invierno de 1964 en Innsbruck, el ingeniero de acústica tirolés Bernhard Weingartner se dio cuenta de que el sonido perdía calidad. El motivo de esto fueron los conectores de audio DIN utilizados por la televisión austríaca, que fallaron bajo la influencia del mal tiempo. Weingartner sabía que el conector XLR diseñado por ITT Cannon International /Switchcraft sería mucho más fiable, pero estos conectores eran muy caros y no estaban disponibles en Europa. Weingartner empezó en 1974, inicialmente en solitario, con el desarrollo de una versión económica pero de alta calidad del conector XLR. El dibujante Werner Bachmann se unió a ellos siete meses después. Neutrik AG fue fundada en 1975 por Bernhard Weingartner y los inversores Gebhard Sprenger y Josef Gstöhl.
Durante los siguientes años, la empresa Neutrik se convirtió en el líder mundial del mercado de conectores de audio XLR. Los conectores Neutrik se han estandarizado en el estándar de escenario y de estudio como estándar IEC 61076-2-103 . En 1987, los enchufes de altavoz Neutrik se desarrollaron sobre la base de una invención y una patente de Bernhard Weingartner. En 2000, el departamento de tecnología de medida de Neutrik se convirtió en la NTi Audio AG independiente como fabricante de tecnología de medida acústica a través de una compra de gestión. La gestión de la calidad de Neutrik AG está certificada según la norma ISO 9001:2008

## Estructura del grupo
El Grupo Neutrik tiene 9 sucursales y una red de ventas en más de 80 países, que ofrece soporte técnico local.
- Neutrik Vertriebs GmbH en Alemania
- Neutrik (UK) Ltd., instalación de fabricación y organización de ventas del Reino Unido
- Neutrik France SARL en Francia
- Neutrik USA Inc. en EE. UU.
- Neutrik Limited en Japón
- Neutrik Hong Kong Ltd., responsable de Hong Kong y el sur de China
- Ningbo Neutrik Trading Co., Ltd., instalación de fabricación y organización de ventas del norte de China
- H. Adam GmbH en Alemania

## Productos
Neutrik AG posee numerosas patentes y derechos de marcas registradas . La empresa desarrolló un conector para cables, que cierra herméticamente, y sujeta el cable en contra de la dirección de la carga de tracción y evita en cuanto se rompa. Coloquialmente, la marca Neutrik en tecnología de transmisión y medición es sinónimo de enchufes multipolvo, algunos con cierre a presión o de bayoneta. La gama de productos Neutrik consta de conector para cable de cobre ( Speakon, PowerCon, powerCON TRUE1, etherCON, mediaCON, silente PLUG), conexiones de fibra óptica (OpticalCon, DRAGONFLY) y sistemas inalámbrico (XIRIUM).

## Premios
El conector opticalCON powerMONITOR de NEUTRIK ganó el premio EMEA+ InAVation 2011 en la categoría "Accesorio AV comercial más innovador de 2011". El premio se entregó a Integrated Systems Europe 2011 en Amsterdam.